# Yamilé Aldama
Yamilé Aldama Pozo (n. 14 de agosto de 1972) é uma atleta britânica especialista do triplo salto nascida em cuba. Desde a sua naturalização em fevereiro de 2010 compete pelo Reino Unido, tendo antes defendido as cores de Cuba e Sudão. Foi campeã da especialidade nos Jogos Pan-Americanos de 1999, os Campeonatos Africanos de Atletismo de 2004, e obteve a medalha de prata da especialidade nos Campeonatos Mundiais de Atletismo de 1999.

## Carreira
Aldama nasceu na Havana, Cuba, e ao início da sua carreira representou o seu país natal. Competiu primeiro nas provas de Salto em altura e heptatlo, mas em 1994 começou a praticar o salto triplo e dois anos mais tarde qualificou-se para integrar a comitiva cubana nos  Jogos Olímpicos de Atlanta '96. Uma lesão impediu-lhe participar nesses jogos, mas ao ano seguinte chegou à final de suas disciplinas nos Campeonatos de Atletismo em Pista Coberta de 1997 em Paris, terminando na sexta posição. Dois anos depois ganhou a sua única medalha até data numa grande final de importância internacional, a de prata, no Mundial de Atletismo de Sevilla, Espanha, em 1999. Ao ano seguinte, termina 4.ª na sua disciplina nos Jogos Olímpicos de Verão de 2000, consolidando o seu lugar entre o melhores saltadores triplo do mundo.
Em 2001 casou-se com Andrew Dodds, produtor de televisão escocêsa, desde então reside no Reino Unido. Após do seu casamento apresentou uma solicitação de naturalização. Mas pouco depois seu esposo foi sentenciado a 15 anos de cadeia pela sua participação no tráfico de heroína com um valor de £40 milhões. Não estando unida a esse delito, decidiu se combinar com seu marido, no Reino Unido. Como não tinha vivido antes na Grã-Bretanha, tinha obrigatoriamente que esperar 3 anos para obter o passaporte britânico. Aldama expressou a sua decisão de representar a Grã-Bretanha nos Olímpicos de Atenas 2004, recebendo o apoio de David Moorcroft, um atleta britânico renome hoje retirado. Por isso não participou no Mundial de Atletismo de 2003, representar a outro país nessa ocasião ter-le-ia dificultado sua naturalização.
No entanto, em 2004 o Serviço britânico de Identidade e Passaportes negou-se a acelerar sua solicitação de passaporte. Tendo-se mudado à Grã-Bretanha em novembro de 2001, não reuniria os requisitos para a obtenção de um passaporte até novembro de 2004, três meses após os Jogos Olímpico de Alabama procurou então outro país que representar, recebeu proposições da Itália, Espanha e a República Checa, declinando-as e aceitando finalmente a do Sudão.
Obteve a nacionalidade sudanesa a 23 de janeiro de 2004, e representou esse país nos Atenas 2004, terminado em 5.ª posição da sua disciplina. Em 2004 rompeu o recorde sudanês de salto triplo com o seu resultado de 15,28 m. Depois de ter voltado a ocupar o 4.º lugar no Mundial de Atletismo de Helsinki em 2005, não atingiu a qualificar para as finais dos Mundiais de Osaka 2007 nem Berlim 2009 nem para a final de Pequim 2008.
A 5 de fevereiro de 2010, quase 10 anos após a sua primeira solicitação, obteve a cidadania britânica e um ano depois, competindo desta vez com as cores britânicas, ocupou o 5.º lugar na final de salto triplo nos Mundiais de Atletismo de Daegu 2011.
Em 9 de março de 2012, à idade de 39 anos, Aldama obteve o campeonato do triplo salto no Campeonato Mundial de Atletismo em Pista Coberta de 2012 em Istambul, Turquia, convertendo-se na 2.ª atleta mais veterana em consegui-lo. No que o conseguia, 5 meses antes de seu quadragésimo aniversário, rompeu duas vezes os recordes Masters da sua disciplina.